# Boylestone
Boylestone – wieś w Anglii, w hrabstwie Derbyshire, w dystrykcie Derbyshire Dales. Leży 18 km na zachód od miasta Derby i 192 km na północny zachód od Londynu. Miejscowość liczy 165 mieszkańców.